# Балковский сельский совет (Васильевский район)
Балковский сельский совет (укр. Балківська сільська рада) — входит в состав
Васильевского района
Запорожской области
Украины.
Административный центр сельского совета находится в 
с. Балки.

## Населённые пункты совета
- с. Балки